# Barranc de Santa Anna
Barranc de Santa Anna este o arie protejată (arie de protecție specială avifaunistică — SPA) din Spania întinsă pe o suprafață de 77,73 ha, integral pe uscat.

## Localizare
Centrul sitului Barranc de Santa Anna este situat la coordonatele 39°57′48″N 3°56′59″E / 39.9634°N 3.9497°E.

## Înființare
Situl Barranc de Santa Anna a fost declarat arie de protecție specială avifaunistică în martie 2006 pentru a proteja 1 specie de plante și 13 specii de animale.

## Biodiversitate
Situată în ecoregiunea mediteraneană, aria protejată conține 1 habitat natural: Păduri de Olea și Ceratonia.
La baza desemnării sitului se află mai multe specii protejate:
- plante (1): Paeonia cambessedesii
- păsări (9): fâsă-de-câmp (Anthus campestris), pasărea ogorului (Burhinus oedicnemus), caprimulg (Caprimulgus europaeus), șoim călător (Falco peregrinus), Galerida theklae, acvilă pitică (Hieraaetus pennatus), gaia roșie (Milvus milvus), vultur egiptean (Neophron percnopterus), silvie de tufiș (Sylvia undata)
- mamifere (3): liliac cu aripi lungi (Miniopterus schreibersii), liliac cu picioare lungi (Myotis capaccinii), liliacul mare cu potcoavă (Rhinolophus ferrumequinum)
- reptile (1): țestoasă bănățeană (Testudo hermanni)

Pe lângă speciile protejate, pe teritoriul sitului au mai fost identificate 7 specii de plante.